# Adelaide Coari
Adelaide Coari (Milán, 4 de noviembre de 1881 - Rovegno, 16 de febrero de 1966)  fue una maestra, sindicalista y activista social católica italiana.

## Biografía
Nació en Milán en el seno de una familia especialmente religiosa que le dejará una profunda huella impulsándola a privilegiar habitualmente el aspecto confesional en todas sus elecciones tanto políticas como pedagógicas.
En 1901 dos años después de titularse Coari se convirtió en maestra de primaria. Asumió dos responsabilidades: en el sector escolar fue maestra en la escuela pública rural de Cascina. En el campo social fue secretaria editorial del periódico L'Azione muliebre, revista mensual de la Liga Católica Femenina considerado el primer órgano de prensa del naciente feminismo católico milanés en el que se respondía a las solicitudes tradicionales que iban desde la protección de la joven, la trabajadora, la emigrante e incluso la lucha contra la trata de mujeres pero no se traducía en intentos de cambiar las relaciones legales entre los sexos.
También fue colaboradora de La Donna en defensa de los derechos de las mujeres.
Ayudó a fundar el Grupo de Mujeres Demócratas Cristianas inspirado en el pensamiento de Romolo Murri. En 1904 se retiró de L'Azione muliebre para gestionar Pensiero e Azione, una publicación quincenal que promovía la sindicalización de mujeres. 
En 1907 presenta en el congreso de Milán de las mujeres del Movimiento democrático cristiano el "programa minimo feminista" en el que incluye la exigencia del voto administrativo. También participó en la Federación de Mujeres de Milán. En 1908, las autoridades eclesiásticas suprimieron Pensiero e Azione considerada excesivamente modernista, y Coari abandonó el activismo sindical por la enseñanza y otros trabajos de caridad.
En 1909 empezó a reflexionar sobre el terreno pedagógico y su enseñanza "sin método" intentando sistematizarla. Consideraba que era esencial enseñar sin un programa establecido y que era mejor comenzar desde las experiencias del menor haciendo el esfuerzo para escuchar sus intereses. El postulado de su "método natural" era que el educador actuaba sobre todo por inspiración divina y por tanto no debía ser un experto sino una guía de almas. Trató de implementar esta "pedagogía integral" a la práctica diaria de su enseñanza. 
Murió en Rovegno (Génova) el 16 de febrero de 1966.